# Toyota Corolla Rumion
Toyota Corolla Rumion, також називається Toyota Rukus в Австралії,  і Scion xB в США та Канаді, є компактним 5-дверним хетчбеком виробництва Toyota. На основі Corolla E150, дизайн автомобіля був адаптований з xB, щоб задовольнити японські переваги. Це також перша японська модель Corolla для внутрішнього ринку, яка перевищила обмеження ширини японського компактного автомобіля в 1695 мм, маючи 1760 мм.
У жовтні 2021 року шильдик «Rumion» було відроджено для оновленого Suzuki Ertiga другого покоління, що продається в різних країнах Африки. 

## Обмежені видання та пакети

### Aerotourer Chocolate
Toyota Corolla Rumion Aerotourer Chocolate — це обмежена серія 1.5X, 1.5G, 1.8S з кузовом шоколадного кольору. Шоколадне видання Corolla Rumion Aerotourer надійшло в продаж 21 січня 2008 року. 

### Aerotourer Sora
Toyota Corolla Rumion Aerotourer Sora — це обмежене видання 1.5G Aero Tourer, 1.8S Aero Tourer з кузовом Light Blue Mica Metallic, аеродеталі кольору Super White II (передній спойлер, бокове крило, задні бампери, задній спойлер на даху), інтер'єр у тонах (світло-блакитна слюда металік із супер білими II метрами).  Видання Corolla Rumion Aerotourer Sora надійшло в продаж 6 травня 2008 року. 

### 1.8S/1.5G «Smart Package»
1.8S/1.5G «Smart Package» — це пакет обладнання, що включає безключовий доступ, кнопку start-stop, іммобілайзер двигуна. Додаткові функції (стандарт для 1.8S) включають високоінтенсивну лампу, підлокітник з боку водія. 

## Виробництво
Toyota Corolla Rumion була виготовлена на заводі в Івате компанії Kanto Auto Works.  Toyota припинила експорт Scion xB на північноамериканський ринок у 2015 році, оскільки його замінив iM, який є переробленим другим поколінням Auris, який був ребрендингований як Corolla iM із серпня 2016 року. Для 2017 модельного року бренд Scion було припинено.

## Галерея

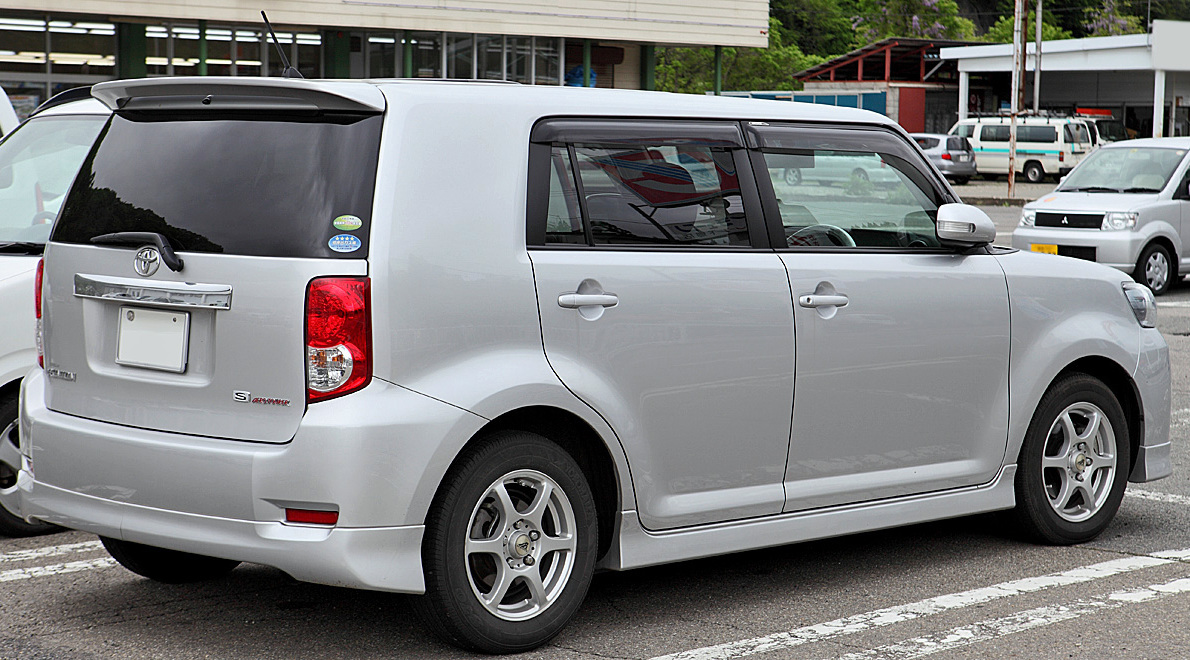
Вид ззаду
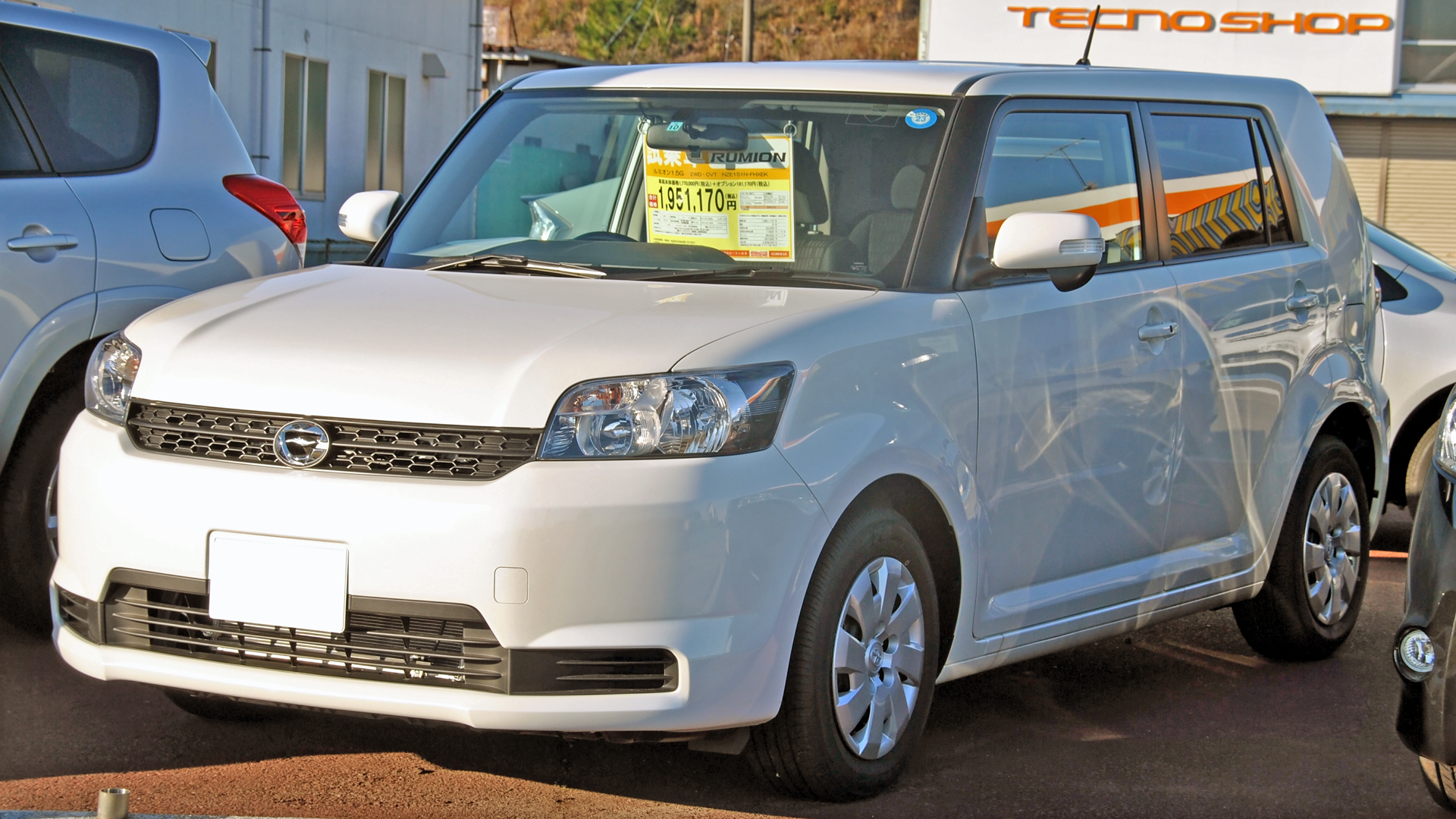
Рестайлінг
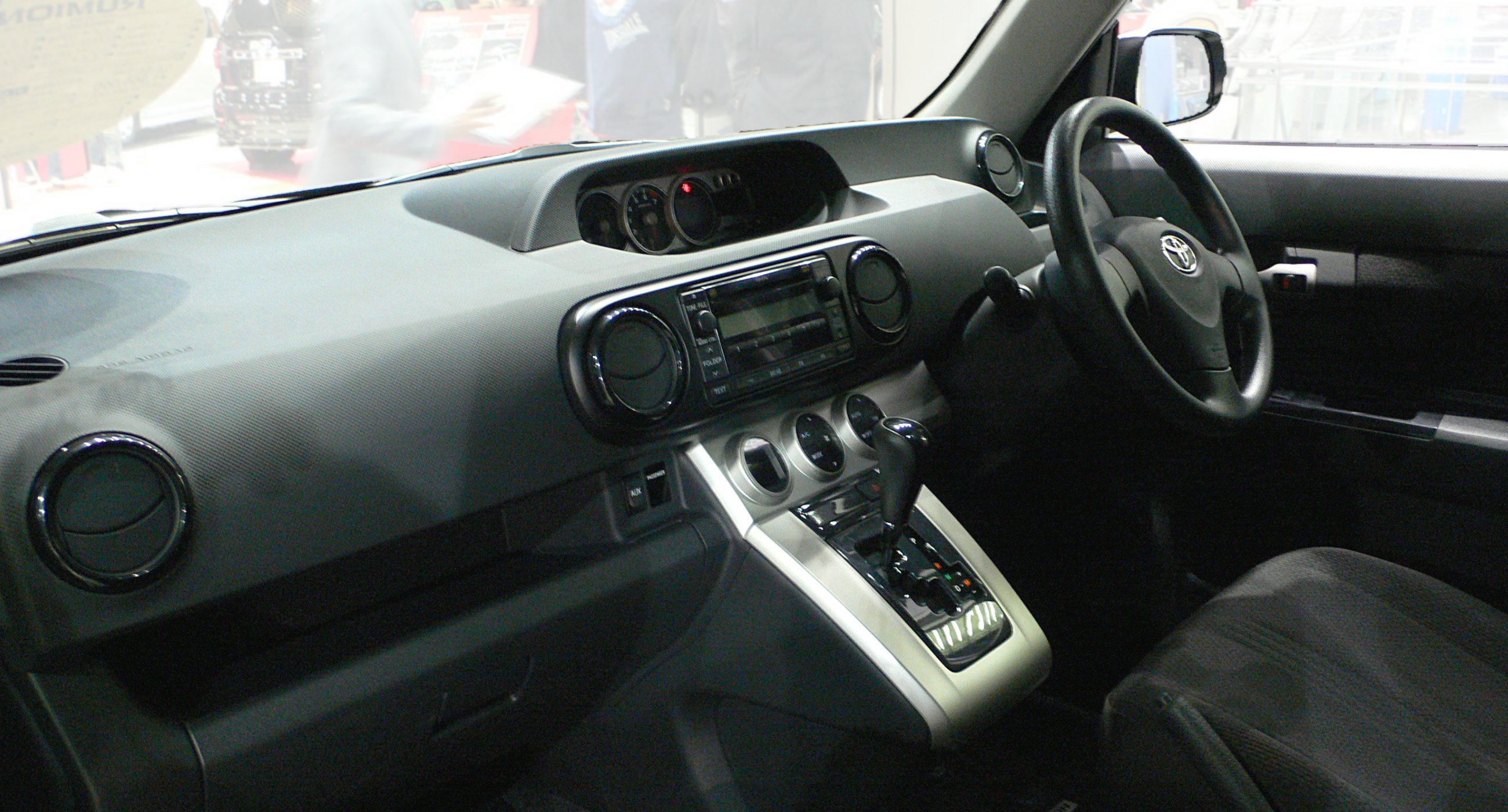
Салон
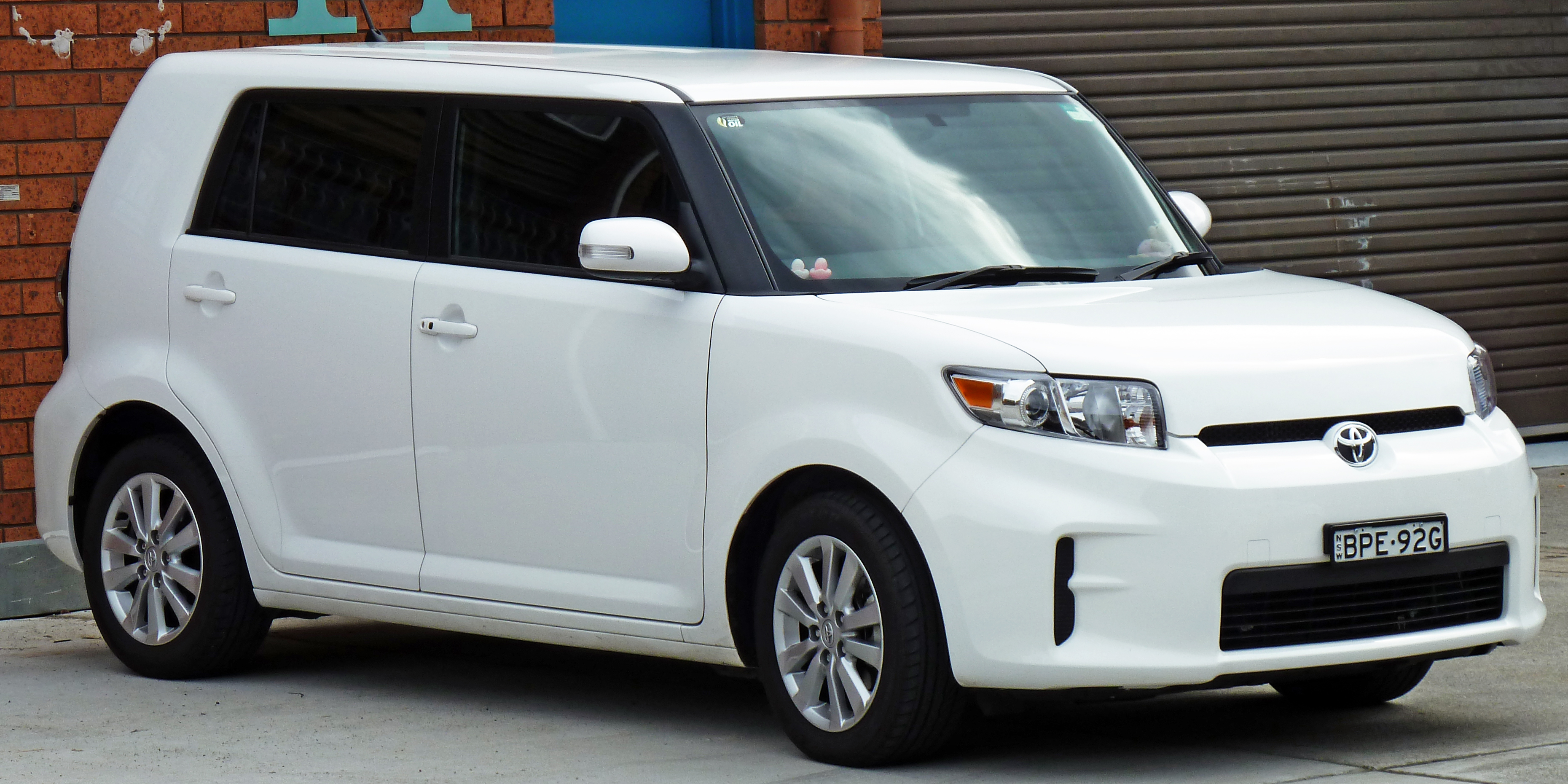
Toyota Rukus (Австралія)
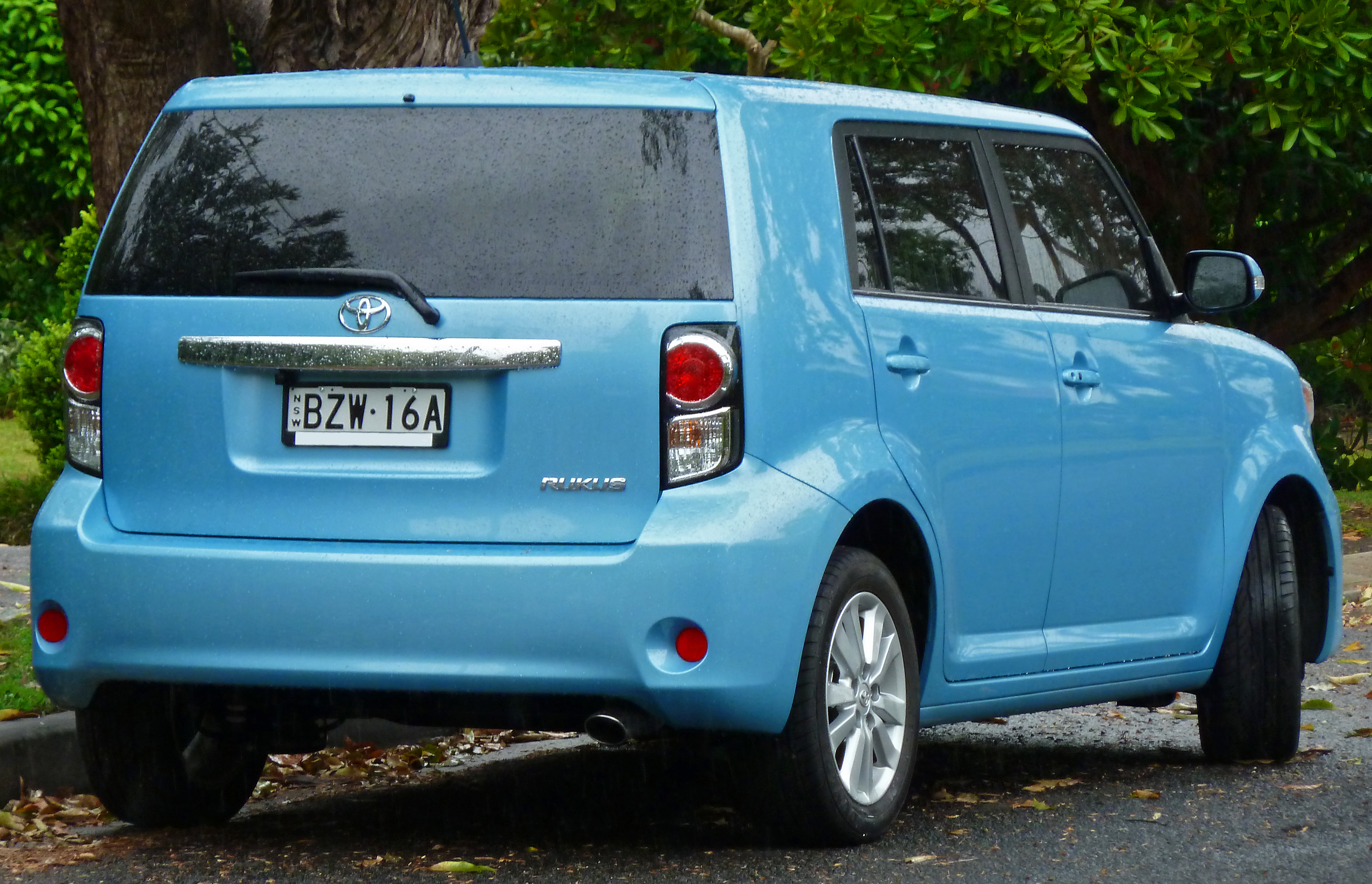
Toyota Rukus (Австралія)